# Michał Hórnik
Michał Hórnik (také Michael Hornig, 1. září 1833 ve Worklecách – 22. únor 1894 v Budyšíně) byl lužickosrbský duchovní, který se výrazně zasadil o lepší spolupráci mezi Srby a lužickosrbskou literaturu 19. století. Je po něm pojmenována Hórnikova lužickosrbská knihovna.

## Biografie

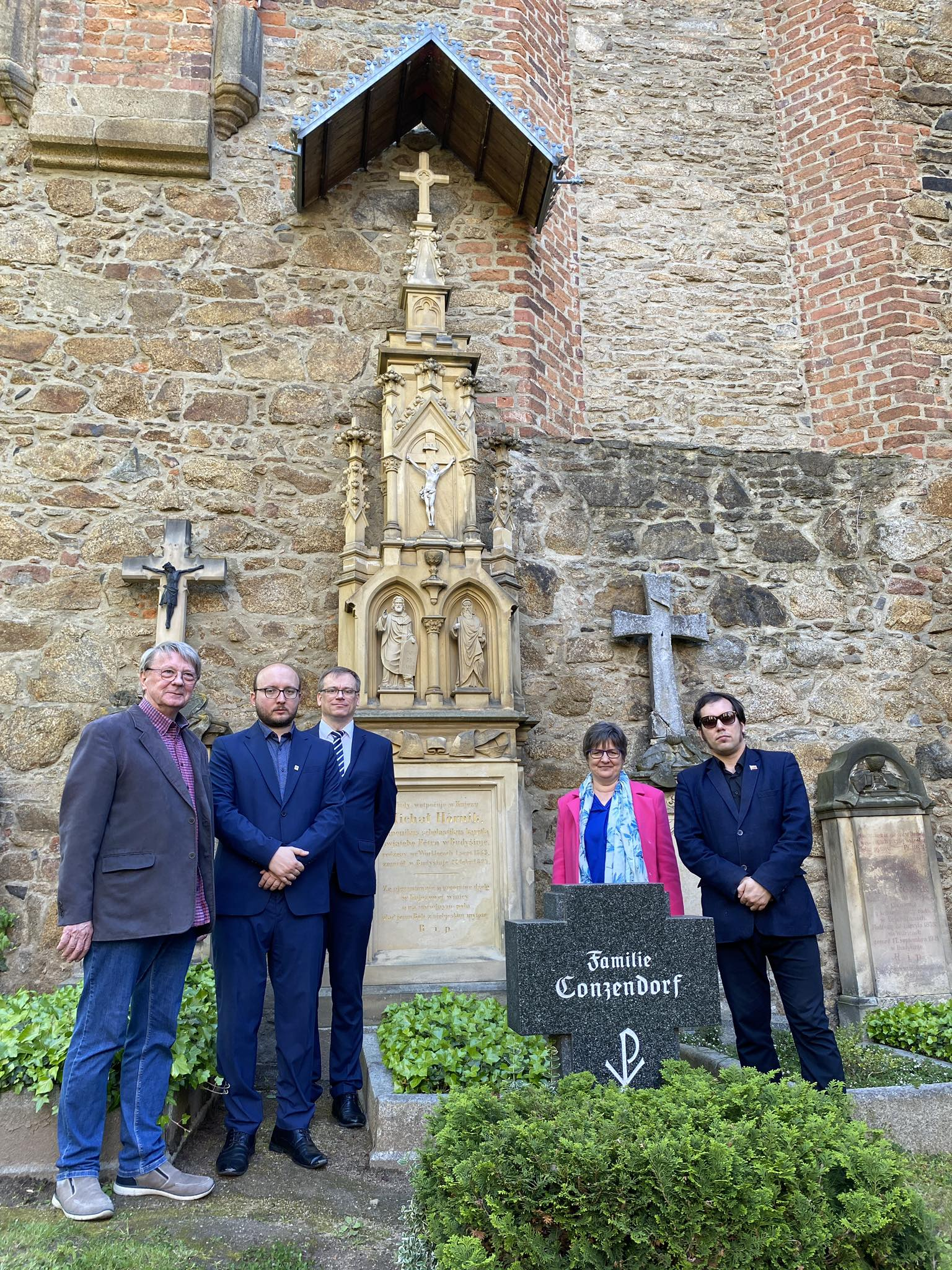
Delegace Matice slovenské a Matice lužickosrbské pri hrobě Michała Hórnika

Studoval nejprve gymnázium v Budyšíně a na pražské Malé Straně, pak v letech 1853–1856 vystudoval katolickou teologii a slavistiku na pražské Karlově univerzitě. Pak byl zaměstnán na různých církevních pozicích v Budyšíně. Prosazoval spolupráci mezi evangelickými a římskokatolickými Srby. V roce 1863 založil katolické noviny Katolski Posoł. Kromě toho výrazně přispíval do zemědělského měsíčníku Serbski Hospodar. Spolu s Handrijem Zejlerem pomáhal Křesćanu Bohuwěru Pfulovi napsat Łužiski serbski słownik vydaný v roce 1866. Také se podílel na překladu Nového Zákona do hornolužické srbštiny.
Psal i v češtině, napsal například některá hesla českého Ottova slovníku naučného.